# Municipio de Harborcreek
El municipio de Harborcreek (en inglés, Harborcreek Township) es un municipio del condado de Erie, Pensilvania, Estados Unidos. Tiene una población estimada, a mediados de 2021, de 16 501 habitantes.

## Geografía
Está ubicado en las coordenadas 42°10′N 79°57′O / 42.167, -79.950 (42.151602, -79.960035).

## Demografía
Según la Oficina del Censo en 2000 los ingresos medios por hogar eran de $47,294 y los ingresos medios por familia eran de $54,291. Los hombres tenían unos ingresos medios de $39,912 frente a los $26,698 para las mujeres. La renta per cápita de la localidad era de $20,025. Alrededor del 5,5% de la población estaba por debajo del umbral de pobreza.
De acuerdo con la estimación 2016-2020 de la Oficina del Censo, los ingresos medios por hogar en la localidad son de $65,790 y los ingresos medios por familia son de $86,360. Los ingresos medios en los últimos doce meses, medidos en dólares de 2020, son de $30,452. Alrededor del 9.6% de la población está por debajo del umbral de pobreza.

## Gobierno
El municipio está gobernado por una junta de tres supervisores, que en 2022 son Timothy May, Stephen Oler y Dean Pepicello.